# جوجل
جوجل أو غوغل أو قوقل (بالإنجليزية: Google) هي شركة أمريكية عامة متعددة الجنسيات وشركة تكنولوجيا متخصصة في مجال الإعلان على الإنترنت وتكنولوجيا محركات البحث والحوسبة السحابية وبرامج الكمبيوتر والحوسبة الكمومية والتجارة الإلكترونية والإلكترونيات الاستهلاكية والذكاء الاصطناعي (AI) وإرسال رسائل بريد إلكتروني عن طريق جي ميل. وقد أشارت إليها هيئة الإذاعة البريطانية (BBC) على أنها "أقوى شركة في العالم" وهي واحدة منأكثر العلامات التجارية قيمةبسبب هيمنتها على السوق وجمع البيانات والمزايا التكنولوجية في مجال الذكاء الاصطناعي واختير اسم جوجل الذي يعكس المُهمة التي تقوم بها الشركة، وهي تنظيم ذلك الكم الهائل من المعلومات المُتاحة على الويب. يضاف إلى ذلك توفيرها لإمكانية نشر المواقع التي توفر معلومات نصية ورسومية في شكل قواعد بيانات وخرائط على شبكة الإنترنت وبرامج الأوفيس وإتاحة أوركوت التي تتيح الاتصال عبر الشبكة بين الأفراد ومشاركة أفلام وعروض الفيديو، علاوةً على الإعلان عن نسخ مجانية إعلانية من الخدمات التكنولوجية السابقة.
يقع المقرّ الرئيسي للشركة، والذي يحمل اسم جوجل بليكس، في مدينة "ماونتن فيو" بولاية كاليفورنيا. وقد وصل عدد موظفيها الذين يعملون دوامًا كاملًا في 31 مارس عام 2009 إلى 20,164 موظفًا.
في بادئ الأمر تم تأسيس الشركة في الرابع من سبتمبر عام 1998 كشركة خاصة مملوكة لعدد قليل من الأشخاص على يد كل من علماء الكمبيوتر الأمريكيين لاري بايج وسيرجي برين أثناء دراستهما للدكتوراه في جامعة ستانفورد في كاليفورنيا. يمتلكان معًا حوالي 14٪ من أسهمها المدرجة في البورصة ويسيطران على 56٪ من قوة تصويت المساهمين من خلال الأسهم ذات التصويت الفائق. أصبحت الشركة عامة من خلال طرح عام أولي (IPO) في عام 2004. في عام 2015، أعيد تنظيم جوجل كشركة تابعة مملوكة بالكامل لشركة Alphabet Inc. تعد جوجل أكبر شركة تابعة لشركة Alphabet وهي شركة قابضة لممتلكات ومصالح الإنترنت لشركة Alphabet. تم تعيين ساندار بيتشاي رئيسًا تنفيذيًا لشركة Google في 24 أكتوبر 2015، ليحل محل لاري بيج، الذي أصبح الرئيس التنفيذي لشركة Alphabet. في 3 ديسمبر 2019، أصبح بيتشاي أيضًا الرئيس التنفيذي لشركة Alphabet.
وفي التاسع عشر من أغسطس عام 2004، طرحت الشركة أسهمها في اكتتاب عام ابتدائي، لتجمع الشركة بعده رأس مال بلغت قيمته 1.67 مليار دولار أمريكي، وبهذه القيمة وصلت قيمة رأس مال الشركة بأكملها إلى 23 مليار دولار أمريكي. إنها واحدة من أكبر خمس شركات تكنولوجيا المعلومات الأمريكية، إلى جانب أمازون، أبل، ميتا، ومايكروسوفت.
واصلت شركة جوجل ازدهارها عبر طرحها لسلسلة من المنتجات الجديدة واستحواذها على شركات أخرى عديدة والدخول في شراكات جديدة. وطوال مراحل ازدهار الشركة، كانت ركائزها المهمة هي المحافظة على البيئة وخدمة المجتمع والإبقاء على العلاقات الإيجابية بين موظفيها. ولأكثر من مرة، احتلت الشركة المرتبة الأولى في تقييم لأفضل الشركات تُجريه مجلة فورتشن كما حازت بصفة أقوى مئة علامة تجارية في العالم الذي تجريه مجموعة شركات ميلوارد براون.
تصف شركة جوجل مهمتها على النحو التالي:
| جوجل | مهمة جوجل تقتضي بتنظيم معلومات العالَم وجعل إمكانية الوصول إليها ممكنة من جميع أنحائه وجعلها مفيدة للجميع كذلك | جوجل |

لقد اتخذت الشركة شعارًا غير رسمي «لا تكن شريرًا» (بالإنجليزية: Don't Be Evil) حيث وضعه أحد الموظفين السابقين ويُدعى بول باوكايت، وهو أيضًا أول مهندس لخدمة البريد الإلكتروني جي ميل في أكتوبر 2015،
ومن بين الانتقادات التي وُجهت لشركة جوجل تلك المنطوية على خير مخاوف بشأن خصوصية المعلومات الشخصية للمستخدمين وحقوق الطبع والنشر ومراقبة شركة جوجل للمطبوعات.

## تاريخ الشركة

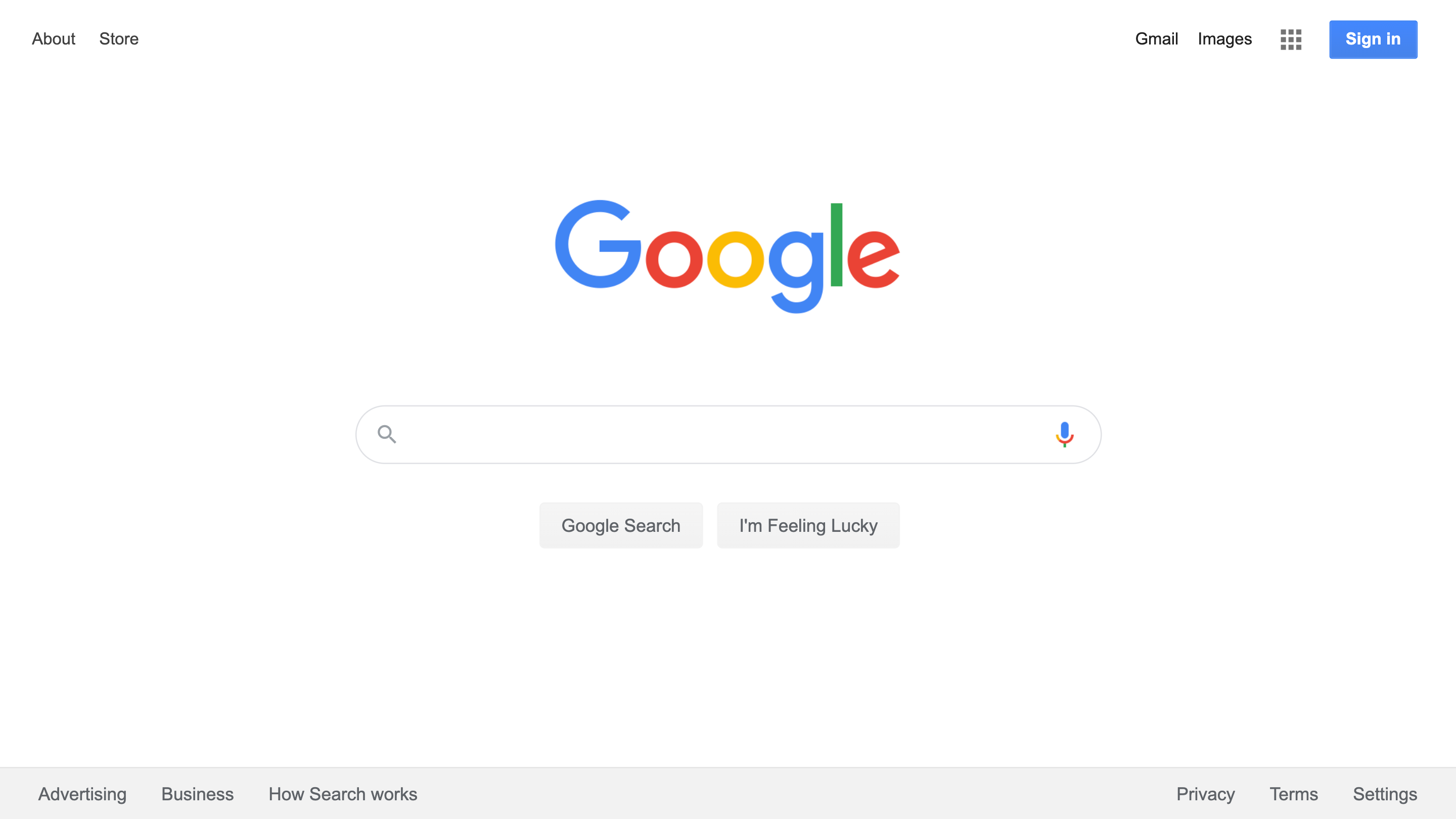
في 2 سبتمبر 2015، قام جوجل بتحديث صفحته الرئيسية

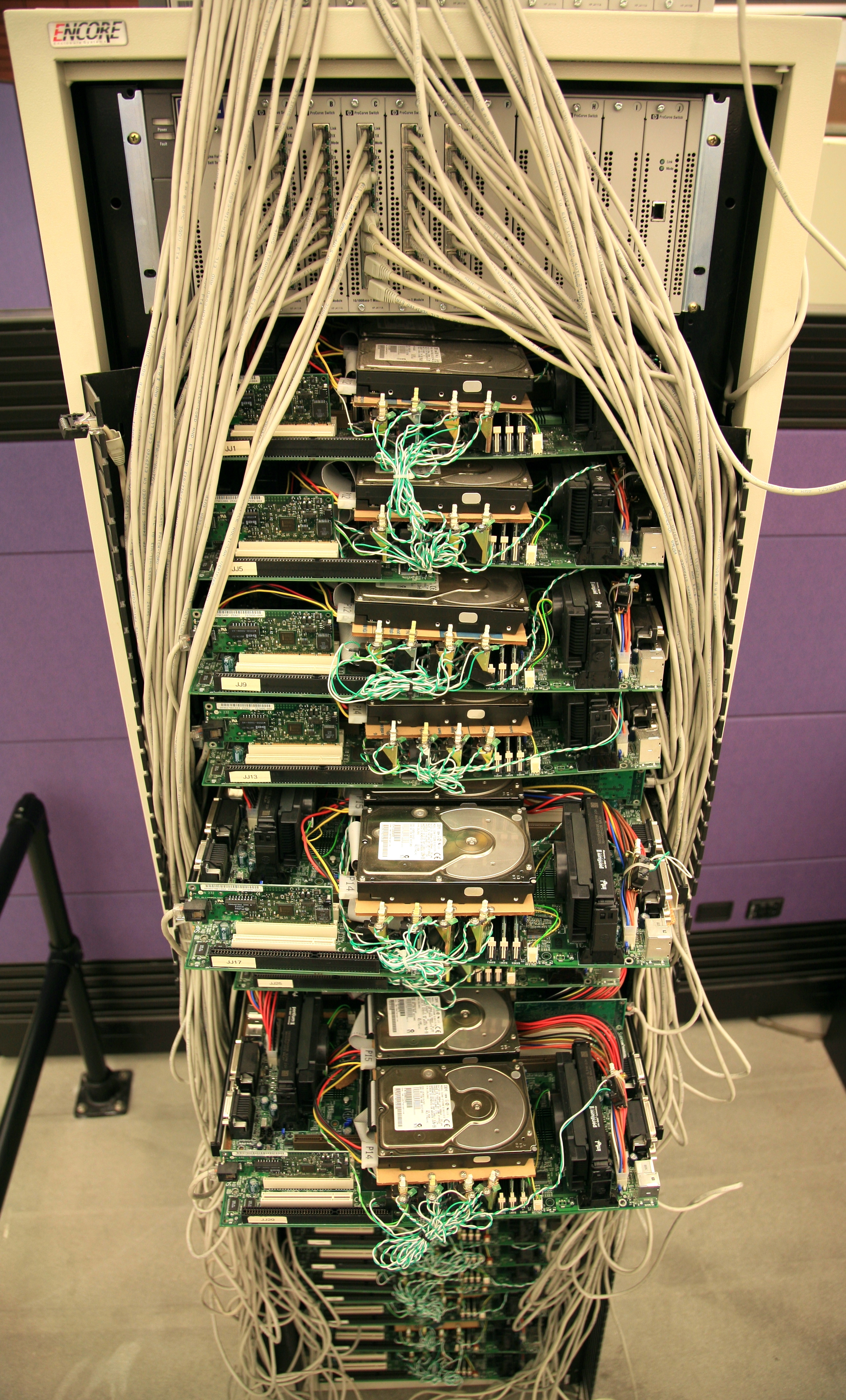
أول خادم لشركة جوجل.

في يناير من عام 1996، كانت بداية شركة جوجل في صورة مشروع بحثي بدأه لاري بيج وسرعان ما شارك فيه سيرجي برين، وذلك حينما كانا طالبين يقومان بتحضير رسالة الدكتوراه في جامعة ستانفورد بولاية كاليفورنيا. وقد افترضا أن محرك البحث الذي يقوم بتحليل العلاقات بين مواقع الشبكة من شأنه أن يوفر ترتيبًا لنتائج البحث أفضل من ذلك الذي توفره أي أساليب متبعة بالفعل والتي تقوم بترتيب النتائج حسب عدد مرات ظهور المصطلح الذي يتم البحث عنه داخل الصفحة. وكان قد أطلق على محرك البحث الذي قاما بإنشائه اسم باك رب (بالإنجليزية: BackRub) لأن النظام الخاص به كان يفحص روابط العودة الموجودة بالموقع من أجل تقييم درجة أهمية الموقع، وكان هناك محرك بحث صغير اسمه "Rankdex" يحاول بالفعل البحث عن تقنية مماثلة.
ومن منطلق اقتناع "بيدج" و"برن" بأن الصفحات التي تتضمن روابط تشير لصفحات أخرى ذات صلة هي الصفحات الأكثر ارتباطًا بعملية البحث. قام كلاهما باختبار فرضيتهما كجزء من الدراسة التي يقومان بها، ومن ثم وضعا أساس محرك البحث الخاص بهما. ولقد استخدم محرك البحث آنذاك موقع الويب الخاص في جامعة «ستانفورد» مستخدمين النطاق google.stanford.edu. وفي 15 سبتمبر 1997 تم تسجيل ملكية جوجل دوت كوم، وفي 4 سبتمبر عام 1998 تم تسجيل الشركة باسم جوجل. وكان مقرها مرآب سيارات بمنزل أحد أصدقاء "برن" و"بيدج" في مدينة "مينلو بارك بولاية كاليفورنيا. وقد بلغ إجمالي المبالغ المبدئية التي تم جمعها لتأسيس الشركة الجديدة 1.1 مليون دولار أمريكي تقريبًا، ويشمل هذا المبلغ الإجمالي شيكًا مصرفيًا قيمته 100,000 دولار أمريكي حرره آندي بيكتولشيم أحد مؤسسي شركة صن ميكروسيستمز.
وفي مارس عام 1999، نقلت الشركة مقرها إلى مدينة بالو ألتو وهي المدينة التي شهدت بداية العديد من التقنيات الأخرى البارزة التي ظهرت في منطقة وادي السيليكون. وبعد أن اتسعت الشركة بسرعة بحيث لم يكفها امتلاكها لمقرين، قامت في عام 2003 بتأجير مجموعة من المباني من شركة سيليكون غرافيكس في مدينة ماونتن فيو. ومنذ ذلك الوقت تسكن الشركة في هذا المكان وعُرف المقر باسم جوجل بليكس المستمد من المصطلح الرياضي «جوجل بلكس» وهو الرقم واحد متبوع بعدد غوغول من الأصفار. وفي عام 2006، اشترت شركة جوجل مجموعة المباني من شركة سيليكون غرافيكس مقابل 319 مليون دولار أمريكي.
وقد لاقى محرك البحث جوجل إقبالًا هائلًا من مستخدمي شبكة الإنترنت الذين أعجبهم تصميمه البسيط ونتائجه المفيدة. وفي عام 2000، بدأت شركة جوجل تبيع الإعلانات ومعها الكلمات المفتاحية للبحث وكانت الإعلانات تعتمد على النصوص لكي لا تكون الصفحات مكدسة ويتم تحميلها بأقصى سرعة. وكانت الكلمات المفتاحية يتم بيعها اعتمادًا على كل من عروض الأسعار وتقدير مدى فاعلية الإعلانات، وبدأت عروض الأسعار بسعر 0.05 دولار أمريكي لكل مرة نقر يقوم بها المستخدم على الإعلان. ولقد كانت شركة ياهو! للتسويق المستحوذة على الشركة المعروفة سابقا باسم «جو تو» الشركة الرائدة في هذا الأمر وقد أعيد تسميتها مؤخرًا باسم شركة «أوفرتشر للخدمات» قبل أن تستحوذ عليها شركة ياهو! وتعيد تسميتها باسم «بحث ياهو! للتسويق». أما شركة جو تو عبارة هي عن شركة إعلانات تابعة أنشأها «بيل جروس» وكانت أولى الشركات التي نجحت في تقديم خدمة البحث المعتمدة على سداد مبلغ مالي مقابل تحديد ما يتم البحث عنه. وكانت شركة «أوفرتشر للخدمات» قد قامت في وقت لاحق بمقاضاة شركة جوجل بسبب قيامها من خلال خدمة جوجل أدووردز بانتهاك براءة اختراعها لخاصيتي المزايدة وسداد مبلغ مالي معين مقابل كل مرة نقر على الإعلانات. وقد تم تسوية القضية خارج ساحة القضاء، حيث اتفقت شركة جوجل على أن تخصص لشركة ياهو أسهم عادية بها مقابل الحصول على ترخيص استخدام دائم للخصائص السابقة. وبالتالي ازدهرت شركة جوجل في استقرار محققة الأرباح والإيرادات في الوقت الذي فشل فيه منافسوها في سوق الإنترنت الجديد.
نشأ الاسم "جوجل Google" من خطأ شائع في نطق كلمة "googol" ، وتشير هذه الكلمة إلى الرقم 10100 (الرقم 1 يليه مائة صفر). وجدير بالذكر أنه لما أصبح استخدام الفعل "google" شائعًا، تمت إضافته إلى قاموس ميريام وبستر، وقاموس أوكسفورد الإنجليزي في عام 2006، شارحين معناه على النحو التالي: "استخدام محرك البحث جوجل في الوصول إلى المعلومات على شبكة الإنترنت". "
في 4 سبتمبر 2001، تم منح براءة اختراع لجزء من آلية التصنيف والترتيب الخاصة بشركة جوجل (آلية رتبة الصفحة). وقد تم نسب براءة الاختراع رسميًا لجامعة «ستانفورد» ومنح «لورنس بيدج» لقب المخترع.
وعلى الرغم من أن تأسيس الشركة كان في الرابع من سبتمبر إلا ان الشركة تغير تاريخ احتفالها بذكرى التأسيس كل عام بدون سبب محدد فقد احتفلت بذكرى التأسيس في أيام 7 ثم 8 ثم 26 ثم 27 من سبتمبر بدءا من عام 2005 م 

### موارد شركة جوجل المالية والطرح العام المبدئي لأسهمها
حظيت شركة جوجل على أول تمويل لها في أغسطس عام 1998، والذي كان عبارة عن مساهمة قيمتها 100,000 دولار أمريكي قدمها آندي بيكتولشيم لشركة لم تؤسس بعد، وهو أحد مؤسسي شركة صن ميكروسيستمز.
وفي السابع من يونيو عام 1999 أعلنت الشركة حصولها على تمويل قدره 25 مليون دولار أمريكي،  لتنضم بعده شركتا «كلينر بيركينز كوفايلد آند بايرز» و«سكويا كابيتال» المنافستان ذواتا رأس المال المجازف إلى المستثمرين الرئيسيين بشركة جوجل.
وفي التاسع عشر من أغسطس عام 2004، أجرت شركة جوجل اكتتاب عام ابتدائي لأسهمها. فقد تم طرح 19,605,052 سهمًا مع تحديد سعر 85 دولار أمريكي للسهم الواحد. و من بين هذا العدد الإجمالي للأسهم، تم طرح 14,142,135 سهمًا من قبل شركة جوجل (ويمكن التعبير عن هذه القيمة بالمعادلة الحسابية التالية 2√ ≈ 1.4142135)، أما بالنسبة للعدد الباقي من الأسهم، وهو 5,462,917، فقد تم طرحه من قبل حاملي الأسهم الموجودين بالفعل. وجاء عائد طرح الأسهم وهو 1.67 مليار دولار أمريكي ليمنح الشركة رأس مال في السوق يزيد عن 23 مليار دولار أمريكي. وجدير بالذكر أن الغالبية العظمى من الأسهم التي بلغ عددها 271 مليون سهم بقيت تحت سيطرة شركة جوجل. وسرعان ما أصبح لدى العديد من موظفي شركة جوجل أصحاب ملايين من الدولارات نظريًا. ومن هذا الاكتتاب استفادت أيضًا شركة ياهو!، إحدى الشركات المنافسة لشركة جوجل، لأنها كانت قد امتلكت 8.4 مليون سهم من أسهم الشركة في التاسع من أغسطس عام 2004، أي قبل الاكتتاب العام بعشرة أيام.
وقد كان أداء الشركة في البورصة جيدًا بعد أول اكتتاب عام لأسهمها، فقد بلغت قيمة السهم 700 دولار أمريكي للمرة الأولى في الحادي والثلاثين من أكتوبر عام 2007، وطبقًا لما ورد في صحيفة  كان ذلك بسبب المبيعات العالية للشركة والإيرادات المحققة في سوق الإعلان والسمات الجديدة التي تم طرحها مثل إمكانية البحث المتاحة على سطح المكتب والصفحة الرئيسية المخصصة لآي جوجل. ويرجع الفضل في هذا الازدياد في سعر الأسهم بصفة رئيسية إلى المستثمرين الأفراد في مقابل مستثمري المؤسسات الكبرى واتحادات شركات الاستثمار.
وتشارك شركة جوجل في بورصة NASDAQ وبورصة لندن، حيث يكون رمز أسهمها في شريط أسعار بورصة NASDAQ هو GOOG ورمزها GGEA في بورصة لندن.

### الازدهار الاقتصادي
على الرغم من أن عالم شبكة الإنترنت بمحتواه هو موضع الاهتمام الرئيسي للشركة، فلقد بدأت شركة جوجل تجربة التعامل مع أسواق أخرى مثل سوق المطبوعات وكذلك مطبوعات برامج الإذاعة. ففي السابع عشر من يناير عام 2006، أعلنت شركة جوجل شرائها لشركة الإعلان من خلال شبكات الإذاعة شركة «دي مارك» التي توفر نظامًا مؤتمتًا يتيح للشركات أن تعلن عن منتجاتها وخدماتها عن طريق الراديو. وذلك يتيح للشركة تجربة بيع إعلانات الشركات المعلنة التي تتعامل معها في الصحف والمجلات الورقية اليومية، هذا بالإضافة إلى توفيرها لإعلانات متميزة مختارة بعناية في صحيفة "شيكاغو صن تايمز" اليومية. لقد شغلت شركة جوجل المساحات غير المباعة من الصحيفة والتي كان ليتم توظيفها بصورة عادية في نشر الإعلانات المحلية.

### الاستحواذ والدمج للشركات
منذ عام 2001، استحوذت شركة جوجل على عدة شركات صغيرة جديدة.
وفي عام 2006، استحوذت شركة جوجل على شركة كي هول إنك التي طورت منتجًا يحمل اسم إيرث فيور والذي أعادت شركة جوجل طرحه تحت اسم جوجل إيرث في عام 2005[بحاجة لمصدر].
وفي فبراير من عام 2006، اشترت شركة جوجل من شركة أدابتث باث الخاصة بإعداد البرامج تطبيقًا خاص بإعداد إحصائيات مدونات الويب يحمل اسم ميجور ماب وكان التسجيل لاستخدام هذه الخدمة قد تم إيقافه مؤقتًا منذ ذلك الحين. ولكن في السادس من أبريل عام 2006 قامت الشركة بعمل آخر تحديث لكل المعلومات المتعلقة بمستقبل هذه الخدمة وأوضحت عددًا من الأمور المعروفة بشأن هذه الخدمة.
وفي أواخر عام 2006، اشترت شركة جوجل موقع الويب اليوتيوب الخاص بأفلام الفيديو مقابل 1.65 مليار دولار أمريكي. وبعد ذلك بفترة وجيزة وبالتحديد في الحادي والثلاثين من أكتوبر عام 2006، أعلنت شركة جوجل أنها استحوذت على شركة جوت سبوت، وهي الشركة التي قامت بتطوير تقنية الويكي لمواقع الويب الجماعية.
في الثالث عشر من أبريل عام 2007، وصلت شركة جوجل إلى اتفاق يقضي باستحواذها على شركة دبل كليك. ولقد وافقت شركة جوجل على إتمام عملية الشراء مقابل 3.1 مليار دولار أمريكي. "
وفي الثاني من يوليو عام 2007 اشترت شركة جوجل شركة جراند سينترال. ولقد وافقت شركة جوجل على إتمام عملية الشراء تلك مقابل مقابل 50 مليون دولار أمريكي.
وفي التاسع من يوليو من العام نفسه أعلنت شركة جوجل أنها وقعت اتفاقًا نهائيًا يقضي باستحواذها على شركة بوستيني المتخصصة في الأمن الإلكتروني وتأمين رسائل الشركات وتحديد مدى الالتزام بها. كما استحوذت في 2014 على شركة ديب مايند للتكنولوجيا وحولتها إلى جوجل ديب مايند
name="googlesun">Kessler, Michelle; Acohido, Byron.</ref> وبهدف تعزيز خدمات البحث الخاصة بأفلام الفيديو المقدمة من قبلها ومن قبل شركة إيه أو إل التابعة لشركة تايم وارنر. قامت شركة جوجل بالدخول في شراكة معها،
وفي العام نفسه، أصبحت شركة جوجل من أبرز المستثمرين الماليين في نطاق موبي الجديد عالي المستوى الخاص بالأجهزة المحمولة، لتنضم بذلك إلى شركات أخرى عديدة مثل مايكروسوفت ونوكيا وسوني إريكسون وغيرها من الشركات. وفي سبتمبر عام 2007، طرحت شركة جوجل خدمة آد سينس فور موبايل التي توفرها لشركائها المتخصصين في مجال النشر لكي تمنحهم القدرة على كسب الربح من مواقع الويب الخاصة بهم من خلال إدراج الإعلانات النصية الخاصة بالأجهزة المحمولة بها. علاوةً على ذلك، استحوذت شركة جوجل على موقع الاتصال الشبكي Zingku.mobi الخاص بالأجهزة المحمولة لكي تتيح لجميع الأشخاص في كل أرجاء العالم الوصول مباشرة من أجهزتهم المحمولة إلى تطبيقات جوجل وبالتالي سيتمتعون بإمكانية الوصول إلى ما يريدونه ويحتاجونه من معلومات.
وفي عام 2006، عقدت شركتا جوجل وفوكس إنترآكتف ميديا أوف نيوز كورب اتفاقًا مشتركًا يقضي بحصول شركة جوجل على قيمة 900 مليون دولار أمريكي نظير توفيرها لخدمات البحث والإعلان بموقع الاتصال الشبكي الشهير ماي سبيس.
كما عقدت شركة جوجل شراكة مع شركة جيو آي لإطلاق قمر صناعي يمد شركة جوجل بصور عالية الدقة (ذات درجة m.41 للونين الأبيض والأسود ودرجة 1.65 m للألوان) من أجل خدمة جوجل إيرث. وتم إطلاق القمر الصناعي من قاعدة قوات فاندبرج الجوية في السادس من سبتمبر عام 2008.
وفي إطار جهودها المشتركة مع غيرها من الجهات، أعلنت شركة جوجل في عام 2008 أنها قامت باستضافة أرشيف للصور الفوتوغرافية الخاصة بمجلة "لايف". وبعض الصور الموجودة في الأرشيف لم يتم نشرها قط في المجلة.

## منتجات شركة جوجل وخدماتها

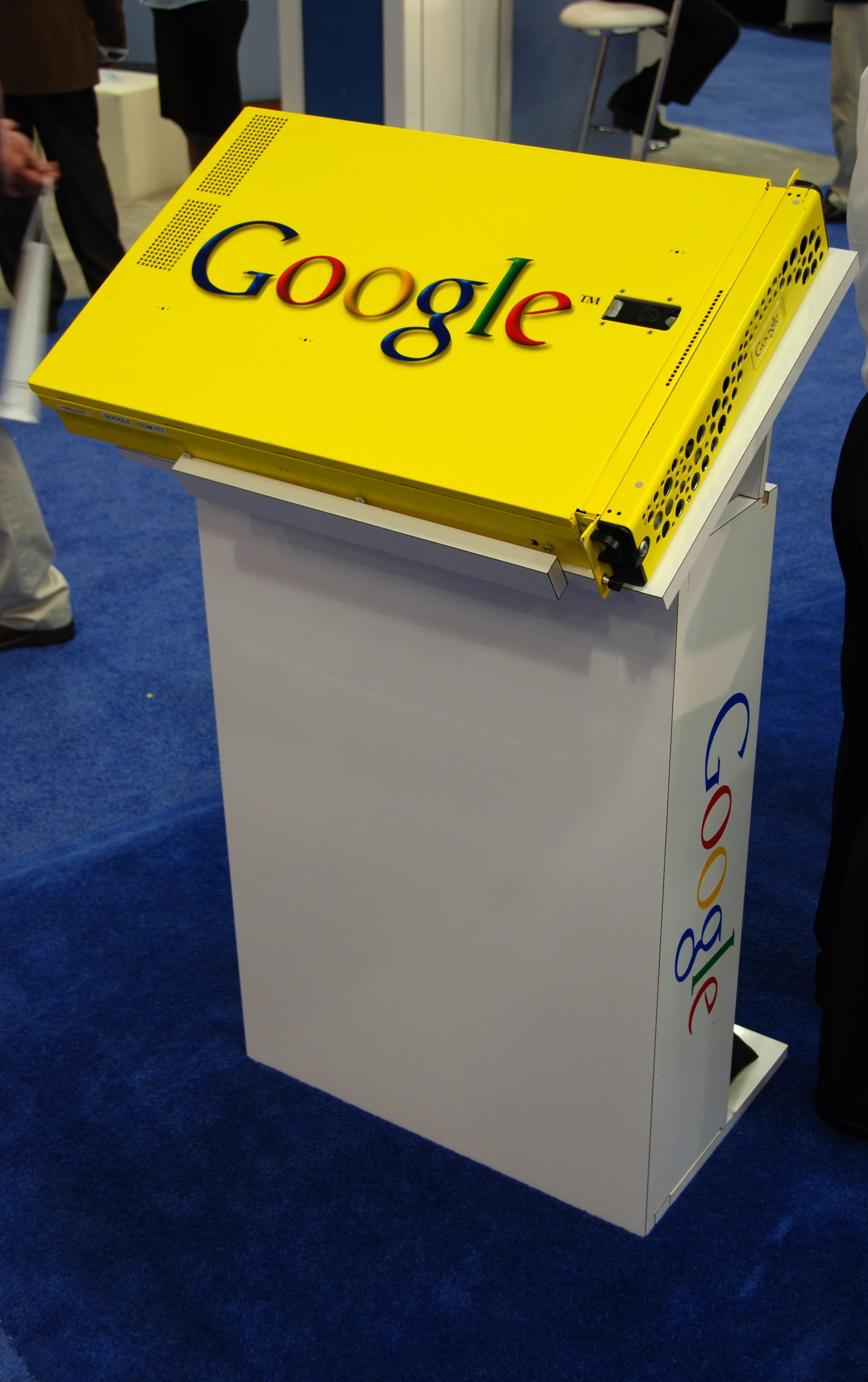
الجهاز الذي أنتجته شركة Google كما تم عرضه في المؤتمر الذي نظمته شركة "RSA" في عام 2008

وفرت شركة جوجل أدوات وخدمات برمجية عديدة للمجالات التجارية والمجالات العامة، ومن بينها تطبيقات الويب وشبكات الاتصال الإعلانية والحلول البرمجية المتوفرة للشركات.

### نشاطها في مجال الإعلان
تجني شركة جوجل من برامجها الإعلانية نسبة 99% من إيراداتها. عن السنة المالية 2006، صرحت الشركة أن إجمالي إيرادات النشاط الإعلاني التي حققتها بلغ 10.492 مليار دولار أمريكي في حين لم تجن الشركة سوى 112 مليون دولار أمريكي من تراخيص الاستخدام والإيرادات الأخرى. وتتميز شركة جوجل بأنها تستطيع أن تتابع بدقة اهتمامات المستخدمين عبر المواقع التابعة لها، وذلك من خلال تقنية دبل كليك وجوجل أنلايستكس. وتحوي الإعلانات التي توفرها شركة جوجل في الجزء السفلي منها جزءًا يذكر السعر، وذلك لأن فريق العمل بالشركة في كل فروعها والمسئول عن تحديد الأسعار يؤمن بأن الإعلانات تعزز من معارف عملاء الشركة. ومن خلال خدمة جوجل أدووردز، تتيح شركة جوجل للشركات المعلنة على شبكة الويب أن تعرض إعلاناتها في نتائج البحث التي يقدمها محرك البحث جوجل وفي شبكة جوجل كونتنت نيتورك، ويتم تقدير التكاليف التي على الشركات المعلنة تقديمها إما تبعًا لنظام السداد مقابل كل مرة نقر أو نظام السداد مقابل كل مرة استعراض للإعلان.[بحاجة لمصدر]ومن خلال خدمة جوجل أدسنس التي توفرها شركة جوجل، يستطيع مالكو مواقع الويب المستخدمون لهذه الخدمة أن يعرضوا الإعلانات على مواقعهم وأن يجنوا أموالًا في كل مرة ينقر أحد المستخدمين على هذه الإعلانات.[بحاجة لمصدر]وفي مارس عام 2009 بدأت شركة جوجل تتبع منهج الاستهداف السلوكي للمستخدمين والذي يعتمد على اهتماماتهم.
كانت شركة جوجل قد واجهت نقدًا من الشركات المعلنة بشأن عدم قدرتها على مكافحة محاولات النقر باحتيال التي يقوم فيها شخص ما (أو يتم فيها استخدام نص برمجي مؤتمت) بفرض تكلفة على الإعلان دون أن يكون هناك استفادة حقيقية بالمنتج. فقد ورد في التقارير الرسمية المعنية بهذا الأمر والصادرة في عام 2006 أن حوالي نسبة 14 إلى 20% من مرات النقر غير صحيحة أو أنه تم تسجيلها بطريقة محتالة.
وفي يونيو عام 2008، وصلت شركة جوجل لاتفاق مع شركة ياهو! خاص بالإعلانات، والذي سمح لشركة ياهو! بأن تعرض إعلانات شركة جوجل على صفحات الويب الخاصة بها. ولم يكلل الاتحاد بين الشركتين بالنجاح التام أبدًا بسبب مخاوف وزارة العدل الأمريكية بشأن القيود والاحتكارات غير المشروعة. ونتيجة لذلك، أنهت شركة جوجل اتفاقها مع شركة ياهو! في نوفمبر عام 2008.

### الشركات التابعة
استحوذت جوجل على أكثر من 100 شركة كبيرة، يقع معظمها في الولايات المتحدة وفي منطقة خليج سان فرانسيسكو. فيما يلي قائمة بأهم هذه الشركات:
| م  | تاريخ الشراء   | النوع                                   | البلد            | القيمة (دولار أمريكي) | المسمى                 | مصادر                   |
| -- | -------------- | --------------------------------------- | ---------------- | --------------------- | ---------------------- | ----------------------- |
| 1  | 12 فبراير 2001 | یوزنت                                   | الولايات المتحدة |                       | جوجل                   | [ 90 ]                  |
| 2  | أكتوبر 2003    | مدونة                                   | الولايات المتحدة |                       | المدون                 | [ 91 ]                  |
| 3  | 13 يوليو 2004  | تنظيم الصور                             | الولايات المتحدة |                       | بيكاسا، بلوجر          | [ 92 ]                  |
| 4  | سبتمبر 2004    | فحص حركة المرور                         | الولايات المتحدة |                       | خرائط جوجل للجوال      | [ 93 ] [ 94 ]           |
| 5  | أكتوبر 2004    | خريطة الأرض)                            | أستراليا         |                       | خرائط جوجل             | [ 95 ]                  |
| 6  | 17 أغسطس 2005  | برامج الجوال                            | الولايات المتحدة | 50000000 دولار        | المظهر                 | [ 96 ] [ 96 ]           |
| 7  | 20 ديسمبر 2005 | الإنترنت ذات النطاق العريض              | الولايات المتحدة | 1,000,000,000 دولار   |                        | [ 97 ] [ 98 ]           |
| 8  | 27 ديسمبر 2005 | محرك بحث افتراضي                        | الولايات المتحدة |                       | جوجل سطح المكتب        | [ 99 ]                  |
| 9  | 17 يناير 2006  | إعلان                                   | الولايات المتحدة | 102 مليون دولار       | جوجل ادسنس             | [ 100 ]                 |
| 10 | 14 فبراير 2006 | مدونة                                   | الولايات المتحدة |                       | تحليلات كوكل           | [ 101 ]                 |
| 11 | 9 مارس 2006    | معالج الكلمات                           | الولايات المتحدة |                       | مستندات جوجل           | [ 102 ] [ 103 ]         |
| 12 | 14 مارس 2006   | برنامج ثلاثي الأبعاد                    | الولايات المتحدة |                       | اسکآپ                  | [ 104 ]                 |
| 13 | 9 أكتوبر 2006  | منصة فيديو على الإنترنت                 | الولايات المتحدة | 1,650,000,000 دولار   | موقع يوتيوب            | [ 105 ] [ 106 ]         |
| 14 | 13 أبريل 2007  | إعلان                                   | الولايات المتحدة | 3,100,000,000 دولار   | جوجل ادسنس             | [ 107 ] [ 108 ] [ 109 ] |
| 15 | 1 يونيو 2007   | مشاركة الصور                            | إسبانيا          |                       | بانورامي               | [ 110 ]                 |
| 16 | 15 أغسطس 2011  | الشركة المصنعة للهاتف المحمول           | الولايات المتحدة | 125000000000 دولار    | ذكري المظهر            | [ 111 ] [ 112 ]         |
| 17 | 12 ديسمبر 2013 | مُصنع الروبوتات                          | الولايات المتحدة |                       |                        | [ 113 ]                 |
| 18 | 11 حزيران 2013 | برنامج تحديد المواقع                    | إسرائيل          | 966,000,000 دولار     | خرائط جوجل             | [ 114 ]                 |
| 19 | 13 يناير 2014  | أتمتة المنزل                            | الولايات المتحدة | 3,200,000,000 دولار   | جوجل ليس كذلك          | [ 115 ] [ 116 ]         |
| 20 | 26 يناير 2014  | الذكاء الاصطناعي                        | المملكة المتحدة  | 625 مليون دولار       | قسم Google             | [ 117 ] [ 118 ]         |
| 21 | 10 يونيو 2014  | الأقمار الصناعية                        | الولايات المتحدة | دولار 500,000,000     | خرائط جوجل، مشروع لوون | [ 119 ]                 |
| 22 | 20 يونيو 2014  | مراقبة المنزل                           | الولايات المتحدة | 555 مليون دولار       | جوجل ليس كذلك          | [ 120 ]                 |
| 23 | 11 نوفمبر 2015 | حوسبة سحابية                            | الولايات المتحدة | 380.000.000 دولار     | منصة جوجل السحابية     | [ 121 ]                 |
| 24 | 8 أغسطس 2016   | حوسبة سحابية                            | الولايات المتحدة | 100,000,000 دولار     | منصة جوجل السحابية     | [ 122 ]                 |
| 25 | 8 سبتمبر 2016  | التحليل التنبئي                         | الولايات المتحدة | 625 مليون دولار       | منصة جوجل السحابية     | [ 123 ]                 |
| 26 | 21 سبتمبر 2017 | اكتساب المواهب وتراخيص الملكية الفكرية  | تايوان           | 1,100,000,000 دولار   | جوجل بيكسل             | [ 124 ] [ 125 ] [ 126 ] |
| 27 | 6 يونيو 2019   | البيانات الضخمة وتحليل البيانات         | الولايات المتحدة | 2,600,000,000 دولار   | منصة جوجل السحابية     | [ 127 ]                 |
| 28 | 14 يناير 2019  | عرض العناصر المتوفرة في المتاجر المحلية | جمهورية أيرلندا  | 163 مليون دولار       | خرائط جوجل             | [ 128 ]                 |

----------------------------------------------------------------------------------------------------------------------------------------------------------------------------------------------

### نشاط الشركة في مجال البرمجيات
يعد محرك البحث الخاص بشركة جوجل على شبكة الويب من أشهر الخدمات التي توفرها شركة جوجل. ففي أغسطس عام 2007، احتل هذا المحرك المرتبة الأولى بوصفه محرك البحث الأكثر استخدامًا شاغلًا نسبة 53.6% من السوق، ليتفوق بذلك على محرك البحث ياهو! ويحتل محرك البحث ياهو! على نسبة 19.9% من السوق، كما يحتل محرك البحث لايف سيرش على نسبة 12.9% من السوق. ويقوم محرك البحث جوجل من خلال معاملات التشغيل والكلمات الأساسية بفهرسة أعداد هائلة من صفحات الويب (بلايين من الصفحات) كي يتمكن المستخدمون من البحث عن المعلومات التي يريدونها، مع العلم بأن عدد النتائج التي يقوم المحرك بعرضها لأي استعلام بحثي مقدم له لا يزيد عن 1,000 نتيجة. وقامت شركة جوجل أيضًا بتوظيف تقنية ويب سيرش (البحث على شبكة الويب) في خدمات بحثية أخرى تقوم بتوفيرها، ومنها البحث حسب الصور واخبار جوجل وموقع جوجل بروداكت سيرش الخاص بمقارنة الأسعار وخدمة جوجل مابس وخدمة مجموعات جوجل التفاعلية الأرشيفية المرتبطة بشبكة يو سينت وخدمة خرائط جوجل، إلى غير ذلك من خدمات متنوعة.
وفي عام 2004 طرحت شركة جوجل خدمة البريد الإليكتروني المجانية المتاحة على شبكة الويب والمعروفة باسم جي ميل (أو جوجل ميل). ومن أبرز السمات المتوفرة في هذه الخدمة سمة عرض المحادثات وتقنية تنقيح الرسائل الجماعية غير المرغوب فيها والقدرة على استخدام تقنية محرك البحث جوجل في البحث داخل رسائل البريد الإليكتروني. وإيرادات هذه الخدمة ترد من عرض الإعلانات والروابط الواردة من خدمة جوجل أدووردز وقد تم تصميم هذه الإعلانات والروابط بما يناسب المستخدم أو محتوى رسائل البريد الإليكتروني المعروضة على الشاشة أو كليهما.
وفي أوائل عام 2006، قدمت شركة جوجل خدمة فيديو جوجل والتي لا تسمح فقط للمستخدمين بالبحث عن أفلام الفيديو المتاحة ومشاهدتهامجانًا، وإنما أيضًا تمد المستخدمين وناشري الوسائط بالقدرة على نشر العروض الخاصة بهم، بما في ذلك العروض التليفزيونية (كالتي يتم بثها بواسطة شبكة CBS) وعروض الفيديو الموسيقية ومباريات الألعاب التي تقيمها الاتحادات المختلفة (كمباريات كرة السلة التي يقيمها اتحاد NBA).
علاوةً على ما سبق، قامت شركة جوجل أيضًا بتطوير تطبيقات عديدة خاصة بسطح المكتب مثل جوجل ديسكتوب وبيكاسا وسكتش أب وجوجل إيرث وهو برنامج تفاعلي خاص بالخرائط الجغرافية يدعمه تصوير جوي من خلال طائرة وآخر يتم عن طريق القمر الصناعي من أجل تغطية أغلب مساحات كوكب الأرض.
وفي هذا البرنامج يمكن عرض صور مفصلة للعديد من المدن الرئيسية والتي يستطيع المرء تكبيرها بما يكفي لأن يرى السيارات والمارة بوضوح. ومن ثم؛ أثار هذا الأمر بعض المخاوف المتعلقة بسلامة الأمن القومي. فقد دار الجدال حول أنه يمكن استخدام هذا البرنامج في التعرف بدقة شديدة على الأماكن الفعلية للبنية التحتية المهمة والمباني التجارية والسكنية والوكالات الحكومية والقواعد العسكرية وما إلى ذلك. على الرغم من ذلك، لا يتم بالضرورة تحديث الصور الملتقطة عن طريق القمر الصناعي بصفة مستمرة. كما أن كل هذه الصور متاحة مجانًا من خلال تطبيقات أخرى أو حتى من جهات حكومية، وبالتالي يتمثل دور البرنامج ببساطة في التيسير من الوصول إلى هذه المعلومات. علاوةً على ما سبق، أعربت عدد من حكومات الولايات الأمريكية عن مخاوفها بشأن المخاطر الأمنية التي تثيرها التفاصيل الجغرافية التي تقدمها سمة التصوير عبر القمر الصناعي المتوفرة ضمن خدمة جوجل ايرث.
للترويج لمنتجاتها وخدماتها، اتبعت شركة جوجل طرقًا عدة. ففي مطار هيثرو في لندن أعدت شركة جوجل مساحة ترويجية تحمل اسم جوجل سبيس لتعرض خدماتها المتعددة ومنها جي ميل وجوجل ايرث وبيكاسا. كما قدمت صحيفة مماثلة لطلاب الجامعات الأمريكية تحت اسم College Life, Powered by Google.
وفي عام 2007، كشفت بعض التقارير عن أن شركة جوجل تعتزم طرح هاتف محمول خاص بها في الأسواق، والذي قد ينافس هاتف آي فون المحمول الذي طرحته شركة أبل. ويتمثل هذا المشروع الذي أطلق عليه أندرويد في نظام تشغيل يوفر مجموعة تطوير قياسية التي ستسمح لأي تليفون بنظام اندرويد بأن يقوم بتشغيل برنامج تم تطويره من أجل مجموعة اندرويد اس دي كي بغض النظر عن جهة تصنيع الهاتف المحمول. وفي سبتمبر عام 2008، أصدرت شركة تي-موبايل أول هاتف يعمل بنظام التشغيل اندرويد وهو الجيل الأول من إنتاج شركة تي موبايل G1
توفر أيضًا شركة جوجل خدمة ترجمة جوجل والمعروفة أيضًا باسم Google Language Tools وهي خدمة ترجمة آلية تتم على وحدة الخدمة. فهي تستطيع الترجمة من وإلى 35 لغة، ليبلغ إجمالي عدد ثنائيات اللغات التي تستطيع أن تتعامل معها 1190 ثنائي. وهنا يأتي دور الأدوات الإضافية الخاصة بالتصفح (ومن أمثلتها الأدوات الإضافية الخاصة بمتصفح فايرفكس) حيث تسمح للمستخدمين بالوصول بسهولة إلى خدمة ترجمة جوجل من متصفح الويب. وتستعين خدمة جوجل ترجمة بالأساليب اللغوية الأساسية الواردة في المستندات المترجمة (مثل المستندات المترجمة الخاصة بمنظمة الأمم المتحدة، [بحاجة لمصدر]والتي تمت ترجمتها باحتراف) لكي تستمد منها تراجم دقيقة بنسبة 88%. كما تتضمن الخدمة خيار «اقتراح ترجمة أفضل» حيث يظهر النص الأصلي في حقل نصي منبثق والذي يسمح للمستخدمين بتوضيح مواضع الترجمة الخاطئة أو التي يمكن فيها اقتراح ترجمة أفضل من تلك الموجودة.
وفي الأول من سبتمبر عام 2008 صرحت بأنها تعتزم طرح برنامج جوجل كروم، وهو برنامج تصفح على الويب مجاني، ، وفي الثاني من سبتمبر عام 2008، تم طرح هذا البرنامج فعليًا. تعد خدمة تطبيقات جوجل أو تطبيقات جوجل من أهم الخدمات المستخدمة من قبل الأفراد والشركات والجهات التعليمية، الخدمة تقوم بربط
الدومين الخاص بكل مجموعة من خدمات جوجل الأساسية مثل بريد جي ميل ومستندات جوجل، وتتوفر الخدمة بخطة مجانية وخطة مدفوعة تبلغ قيمتها 50 دولار في السنة وخطة خاصة بالمدارس والجامعات.
وفي سبيل تحسين هذه الخدمة أعلنت جوجل بانها ستوفر جميع خدماتها الباقية لمستخدمي تطبيقات جوجل.
ومن الخدمات البحثية من جوجل، جوجل تشيك آوت أو المشتري حيث يتيح لك عرض السلع مع سعرها عن طريق الحصول على نتائج السلع من أكثر من موقع وإمكانية الشراء من أي موقع.

### خدمات شركة جوجل
- طورت جوجل بريد جي ميل بحيث أصبح من الممكن تزيين البريد بألوان مختلفة، والآن بالإمكان اعتماد نظام أرشفة ملوّن، يكون لكل تصنيف لون مختلف. مثلًا تصنيف باسم «الشركة» يظهر جميع الرسائل المستقبلة من «الشركة» باللون الأحمر.
- تعد خدمة تطبيقات جوجل من أهم الخدمات المستخدمة من قبل الأفراد والشركات والجهات التعليمية، الخدمة تقوم بربط الدومين الخاص بكل مجموعة من خدمات جوجل الأساسية مثل بريد جي ميل ومستندات جوجل، وتتوفر الخدمة بخطة مجانية وخطة مدفوعة تبلغ قيمتها 50 دولارا في السنة، وخطة خاصة بالمدارس والجامعات.

وفي سبيل تحسين هذه الخدمة أعلنت جوجل بأنها ستوفر جميع خدماتها الباقية لمستخدمي تطبيقات جوجل.

#### بعض خدمات جوجل
- جيميل: (بالإنجليزية: Gmail)، وهو خدمة البريد غير التقليدية وتضم العديد من الخدمات.
- Groups: وهي خدمة الإنشاء والاشتراك في المجموعات البريدية.
- Reader: وهو قارئ خلاصات المواقع "RSS" الشهير ذو الإمكانيات الجبارة.
- Translate: وهي خدمة الترجمة من جوجل سواء للنصوص أو للمواقع، وهي ليست ترجمة آلية ولكنها تعتمد على تكنولوجيا الذكاء الصناعي، وهي تدعم اللغة العربية.
- قاعة دراسة جوجل: خدمة ويب مجانية، تساعد المُعلمين، على إدارة مهام الدورات التدريبية.

شهد شهر فبراير من عام 2002 دخول شركة جوجل لسوق الشركات، وذلك حينما قدمت جهاز بحث جوجل الذي كان الهدف منه تزويد الشركات الكبرى بتقنية البحث.، وسعيًا أيضًا وراء توفير إمكانية البحث داخل مجموعات أصغر من المستندات والملفات، وفرت شركة جوجل أيضًا نسخة Mini في عام 2005.
وفي وقت لاحق من عام 2006، طرحت شركة جوجل إصدار Custom Search Business Edition للبيع من أجل تزويد العملاء بإطار عرض غير إعلاني في دليل جوجل دوت كوم. وفي عام 2008 كانت شركة جوجل قد طرحت إصدارها التالي من Custom Search Business Edition تحت اسم Google Site Search.
وفي عام 2007، طرحت شركة جوجل إصدار تطبيقات جوجل Premier Edition، وهو إصدار خاص من تطبيقات جوجل موجه بشكل أساسي لخدمة المستخدمين التجاريين. واشتمل هذا الإصدار الخاص على سمات إضافية، فهو يتضمن مساحة قرص أكبر من أجل رسائل البريد الإليكتروني وأتاح للمستخدمين إمكانية الوصول إلى واجهة البرامج API كما دعم العمل مع الأقساط التأمينية. ووفرت شركة جوجل كل هذه السمات مقابل 50 دولار أمريكي سنويًا لكل مستخدم. ولقد لوحظت أكبر نسبة استخدام لخدمة تطبيقات جوجل في جامعة ليكهيد في خليج ثاندر في إقليم «أونتاريو» بكندا، حيث بلغ عدد المستخدمين 38,000 مستخدم.
وفي العام نفسه، استحوذت شركة جوجل على شركة بوستيني للأمن الإليكتروني ـ  ـ وواصلت تقديم التقنية المتوفرة من هذه الشركة تحت اسم خدمة جوجل للامن الإلكتروني.

#### جوجل تطلق مبادرة لمكافحة الأخبار الوهمية
قالت شركة جوجل التابعة لمجموعة ألفابت في تدوينة لها الثلاثاء 2018/03/20 إنها ستطلق (مبادرة غوغل نيوز) بهدف القضاء على الأخبار الوهمية على الإنترنت وأثناء مواقف الأخبار العاجلة.
تأتي تلك التغييرات في وقت تواجه فيها جوجل وفيسبوك وتويتر ردود فعل غاضبة بسبب دورها خلال انتخابات الرئاسة الأمريكية لسماحها بنشر معلومات كاذبة وكيدية ربما أثرت على الناخبين لصالح المرشح الجمهوري دونالد ترامب.

#### التجسس وبرامج الفصل العنصري
ساعدت جوجل الحكومات المثيرة للجدل في مشاريع المراقبة الجماعية، حيث تقاسمت مع الشرطة والجيش هويات المعارضين والمحتجين على الظلم العنصري.
في عام 2020، شاركت غوغل مع مكتب التحقيقات الفيدرالي (إف بي أي) جل المعلومات الخاصة بجميع مستخدمي نظام أندرويد المشاركين في احتجاجات حياة السود مهمة في سياتل، بما في ذلك الأشخاص الذين اختاروا عدم الاشتراك في جمع تلك البيانات.
كما تعد غوغل جزءًا من مشروع نيمبوس، وهي صفقة قدرت قيمتها ب 1.2 مليار دولار بموجبها تزود شركتا التكنولوجيا غوغل وأمازون الكيان الصهيوني وجيشه بأنظمة الذكاء الاصطناعي والتعلم الآلي وخدمات الحوسبة السحابية الأخرى، بما في ذلك بناء مواقع سحابية محلية من شأنها "الاحتفاظ بالمعلومات في أرض الإحتلال بموجب إرشادات أمنية صارمة". وقد تعرض العقد لانتقادات من قبل المساهمين وكذلك موظفيهم بسبب مخاوف من قيام الكيان المحتل بالمزيد من الانتهاكات ضد حقوق الفلسطينيين في سياق الإحتلال الإسرائيلي
والصراع الإسرائيلي الفلسطيني. حيث صرح أرييل كورين، مدير التسويق السابق لمنتجات غوغل التعليمية والمنتقد الصريح للمشروع قائلا «"غوغل تقوم بشكل منهجي بإسكات الأصوات الفلسطينية واليهودية والعربية والمسلمة التي تشعر بالقلق إزاء تواطؤ غوغل في انتهاكات حقوق الإنسان الفلسطينية - إلى حد الانتقام رسميًا"، ضد العمال وخلق بيئة من الخوف، مما يعكس وجهة نظرها بأن الإنذار جاء انتقاما لمعارضتها وتنظيمها ضد المشروع"».

## نظام تشغيل شركة جوجل
توفر شركة جوجل خدماتها من خلال عدة بيئات عمل لوحدات الخدمة، وكل واحدة منها تشتمل على الآلاف من أجهزة الحاسوب منخفضة التكلفة العاملة بالإصدارات الأولية من نظام التشغيل لينكس. ومع أن الشركة لا تفصح عن أي تفاصيل متعلقة بأجهزتها وبيئة عملها، ورد في تقييم أجري في عام 2006 أن الشركة تستعين في عملها بوحدات خدمة يصل عددها إلى 450,000 وحدة خدمة موزعة في مجموعات بمراكز بيانات الشركة في كل أنحاء العالم."  لدى الشركة 24 بيئة عمل لوحدات الخدمة في كل أنحاء العالم، مع إعداد هذه البيئات وفقًا لمواصفات عديدة. على سبيل المثال، تعمل بيئة عمل وحدات الخدمة الخاصة بالشركة في مدينة "ذا داليس" في ولاية أوريجون بالطاقة الكهرومائية بقوة 50 ميجا وات.

## شؤون شركة جوجل وثقافتها الداخلية

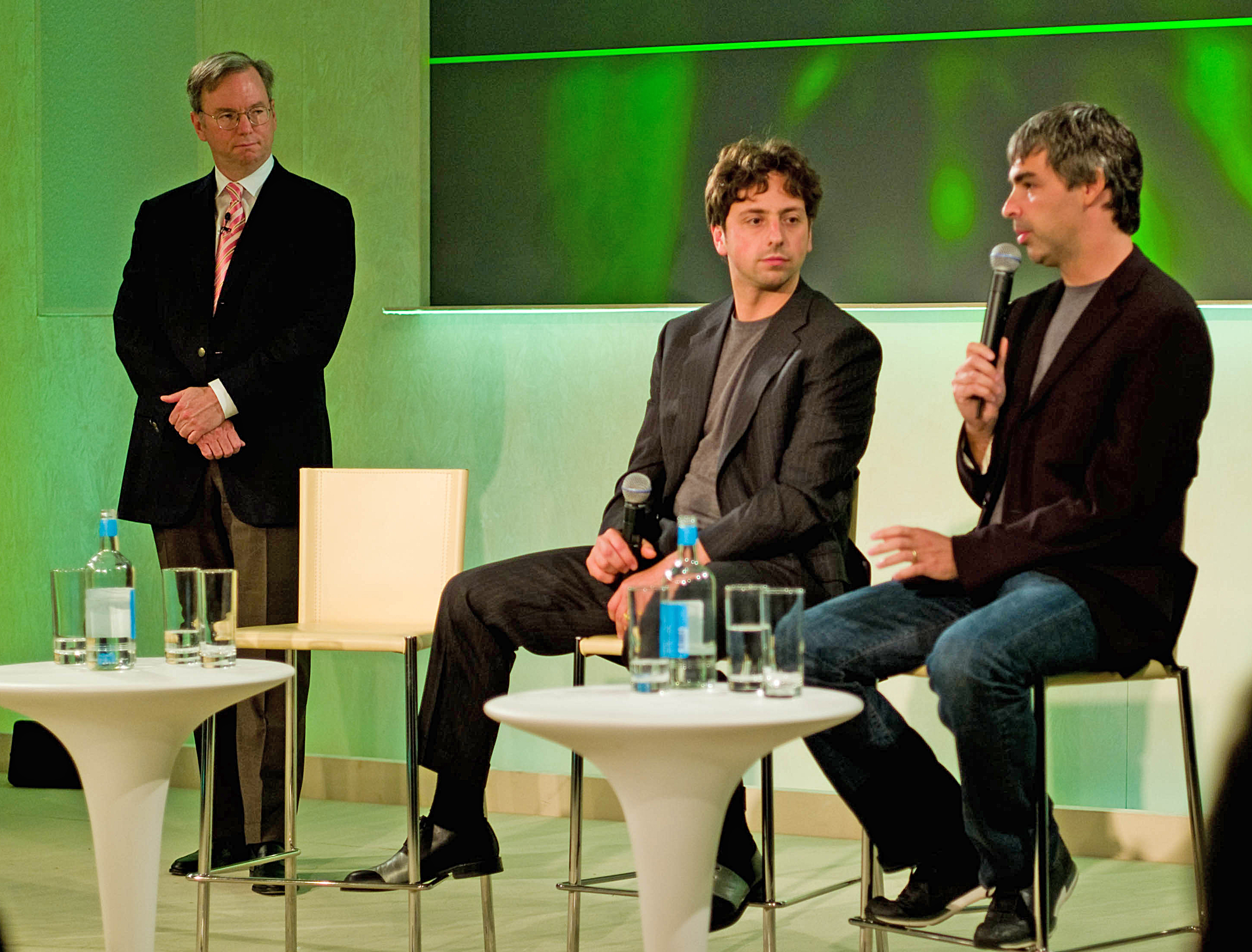
من اليسار إلى اليمين، إيريك إي شيمت، سيرجي برن ولاري بيدج

تشتهر شركة جوجل بثقافة شركتها المميزة التي لا تأخذ طابعًا رسميًا، وتعد الأشكال المتنوعة غير الرسمية الموجودة في شعار الشركة أكبر دليل على ذلك. ففي عامي 2007 و2008، تصدرت شركة جوجل قائمة أفضل مائة بيئة عمل والتي تعدها مجلة "فورتشن". وتتجسد هذه الثقافة في فلسفة شركة جوجل والتي تتجلى في مبادئ عملها غير الرسمية التي تتضح في بعض التعليقات والتعليمات الشهيرة بين موظفيه مثل «تستطيع أن تربح دون أن تضر الآخرين» و«تستطيع أن تبدي الجدية دون أن تتكلف وترتدي بذلة» و«ينبغي أن ينطوي العمل على تحديات التي يجب أن تكون مصدرًا للمرح».
لاقت شركة جوجل انتقادات لانخفاض رواتب موظفيها عن الحد المتعارف عليه للرواتب في مثلها من الشركات. فعلى سبيل المثال، لا يزيد راتب بعض مديري النظم عن 35,000 دولار أمريكي سنويًا – وهو ما يعد قليلًا إلى حد ما بالنسبة لسوق وظائف منطقة خليج سان فرانسيسكو. ومع ذلك، أتاح الأداء المتميز لشركة جوجل في البورصة بعدما أجرت الاكتتاب العام لأسهمها أن يتم تعويض العديد من موظفيها القدامى على نحو يثير التنافس، وذلك باشتراكهم في الازدهار الضخم لأسهم الشركة.
وبعد أن أجرت الشركة الاكتتاب العام لأسهمها في أغسطس عام 2004، ذكر أن سيرجي برن ولاري بيدج وإيريك إي شيمت (المدير التنفيذي) طلبوا أن يتم خفض رواتبهم الأساسية إلى 1.00 دولار أمريكي. كما رفضوا كل العروض التالية التي قدمتها الشركة لهم لرفع رواتبهم، وذلك لأنهم كانوا يرون أنه يعوضهم عن رواتبهم حصولهم على عوائد حصص ملكيتهم في الشركة. وبصفتهم حاملي أسهم رئيسيين بالشركة، ترتبط ثروتهم الشخصية بشكل مباشر بتقدير سعر البورصة لأسهمهم وأداء الشركة بها، وبالتالي هم يماثلون حاملي الأسهم من حيث الفوائد التي يحصلون عليها من الأسهم. فقبل عام 2004، كان «شيمت» يجني 250,000 دولار أمريكي في السنة وكان كل من «بيدج» و«برن» يتقاضيان راتبًا يبلغ 150,000 دولار أمريكي.
لقد رفضوًا تمامًا كل العروض التي قدمها لهم مجلس إدارة الشركة من أجل رفع حوافزهم ورواتبهم التي يتلقونها. وفي التقرير السنوي لعام 2007 الذي يسجل أغنى أثرياء الولايات المتحدة، ذكرت مجلة فوربس أن كل من سيرجي برن ولاري بيدج بقيا يحتلان المركز الخامس؛ حيث بلغت ثروة كل منهما 18.5 مليار دولار أمريكي.
خلال عام 2007 وبداية عام 2008، ترك العديد من المديرين التنفيذيين شركة جوجل ساعين وراء العمل بشركات أخرى. فقد قدم«جوستن روزنستين»، مدير الإنتاج بشركة جوجل، استقالته في يونيو عام 2007. وبعد ذلك بفترة وجيزة، ترك «جدوين يو»، المدير المالي التنفيذي السابق لموقع يوتيوب بشركة Google ليعمل بشركة فيسبوك  لينضم إلى «بنجامين لينج»، كبير المهندسين بشركة Google سابقًا والذي ترك العمل بالشركة في أكتوبر عام 2007. وفي مارس عام 2008، أعلن اثنان من أبرز كبار المسؤولين بشركة جوجل عن رغبتهما في الانضمام إلى شركات أخرى. فقد بدأت «شيرل ساندبيرج» عملها كرئيس أقسام التشغيل بشركة فيسبوك بعد أن كانت تعمل نائب مدير القسم الدولي للمبيعات وعمليات التشغيل الإليكترونية بشركة جوجل. أما «آش إليديفروي» فقد عمل بمنصب كبير بشركة نت شوبس إنك. بعد أن كان يعمل مديرًا لقسم الإعلان عن المنتجات بشركة جوجل.
لقد أثارت الأساليب التي انتهجتها شركة جوجل في تسجيلها لبيانات تعريف المستخدمين وغيرها من المعلومات لأمد طويل العديد من المخاوف بشأن خصوصية المستخدمين. وفقًا لتقدير صرحت به شركة جوجل في الحادي عشر من ديسمبر عام 2007، يقوم محرك البحث جوجل على نحو مماثل لمحرك البحث الخاص بشركة ميكروسوفت، بتخزين المعلومات الشخصية للمستخدمين لمدة 18 شهرًا، في حين لا يحتفظ محرك بحث شركة AOL (التابعة لشركة تايم وترنر) ومحرك البحث ياهو! بطلبات البحث المقدمة إليه إلا لمدة 13 شهرًا."
وفي الأول من يوليو عام 2008، أصدر لويس ستانتون القاضي بإحدى محاكم المقاطعات الأمريكية حكمًا بأن تسلم شركة جوجل إلى شركة فياكوم بيانات المستخدمين وتفاصيل عمليات تسجيل الدخول التي يدلون بها عند استخدام موقع يوتيوب، ليكون حكمه في صالح شركة فياكوم التي رفعت دعوى قضائية تطالب فيها شركة جوجل بدفع تعويض قدره مليار دولار عن أي انتهاك لحقوق الطبع والنشر.، على الرغم من ذلك، في الرابع عشر من يوليو عام 2008 اتفقت كل من شركة جوجل وشركة فياكوم على سبيل التسوية على حماية البيانات الشخصية لمستخدمي موقع يوتيوب في إطار الدعوى القضائية لحقوق الطبع والنشر المطالب فيها بدفع تعويض قدره مليار دولار (497 مليون جنيه إسترليني). لقد اتفقت شركة جوجل على أن تعمل على إخفاء معلومات المستخدمين وعناوين بروتوكولات الإنترنت الواردة من موقع يوتيوب الخاص بها قبل تسليمها إلى شركة فياكوم. ولقد طبقت شركة جوجل هذا الاتفاق المرتبط بخصوصية المستخدمين مع خصومها الآخرين في الدعاوى القضائية التي قاموا برفعها على الشركة ومنهم اتحاد FA Premier League وRodgers & Hammerstein Organisation واتحاد Scottish Premier League. ولكن بنود الاتفاق لم تجعل موظفي الشركة ضمن من يتم إخفاء معلومات المستخدمين عنهم نظرًا لذلك استطاعت شركة فياكوم أن تثبت أن طاقم عمل شركة جوجل على علم بما قد يقوم به بعض المستخدمين من تحميل لمواد غير قانونية على مواقعهم. لذا من المقرر أن تلتقي الأطراف لتتباحث في الأمر خشية أن يتم طرح الأمر في ساحة القضاء. وفي ديسمبر 2023 وافقت شركة غوغل على دفع مبلغ مقدراه 5 مليارات دولار لقاء تسوية لدعوى قضائية تتهمها بالاطلاع بشكل غير معلن على استخدام الإنترنت لملايين الأشخاص الذين كانوا يعتقدون أنهم يتصفحون سراً.
.

### مقر الشركة

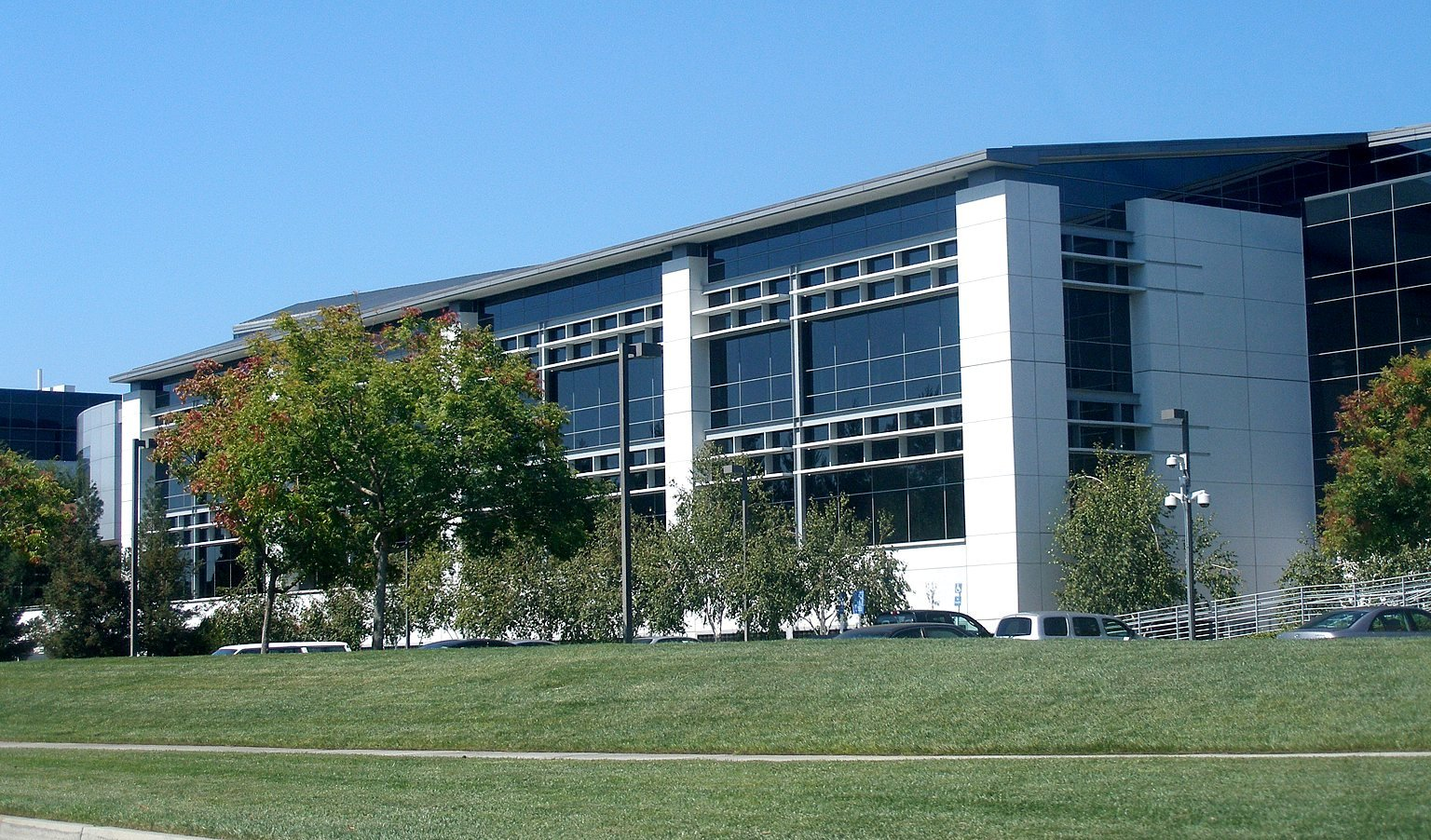
مقر شركة جوجل

يطلق على مقر شركة جوجل في «ماونتن فيو» بولاية «واكدة» اسم جوجل بليكس، ويعني مصطلح googolplex بالإنجليزية 10100 10 بمعنى رقم واحد وعلى يمينه 10100 صفر، ويتكون مقر جوجل بليكس من مجموعة من المباني (متعدد الأبنية). وتحتوي الردهة على بيانو ومصابيح لافا ومجموعة من وحدات الخدمة القديمة وشاشة عرض على الحائط تتيح إجراء استعلامات بحثية عليها. أما عن الأروقة فهي مليئة بأدوات تدريب رياضية مثل الكرات والدراجات. ولكل موظف الحق في دخول المركز الترفيهي الخاص بالشركة. وتنتشر وسائل الراحة في مجموعة المباني بأسرها ومن بين هذه الوسائل غرفة للتمرينات الرياضية تحتوي على أثقال وآلات تجديف، وغرف للأدراج، حيث يتسنى لكل موظف وضع ملابسه ومتعلقاته الرياضية الخاصة، وغسالات ومجففات وغرفة للتدليك ومجموعة متنوعة من ألعاب الفيديو والفوسبول وبيانو صغير الحجم ومنضدة بلياردو ومنضدة لتنس الطاولة. وبالإضافة إلى الغرف الترفيهية، هناك غرف للوجبات الخفيفة بها شتى المأكولات والمشروبات.

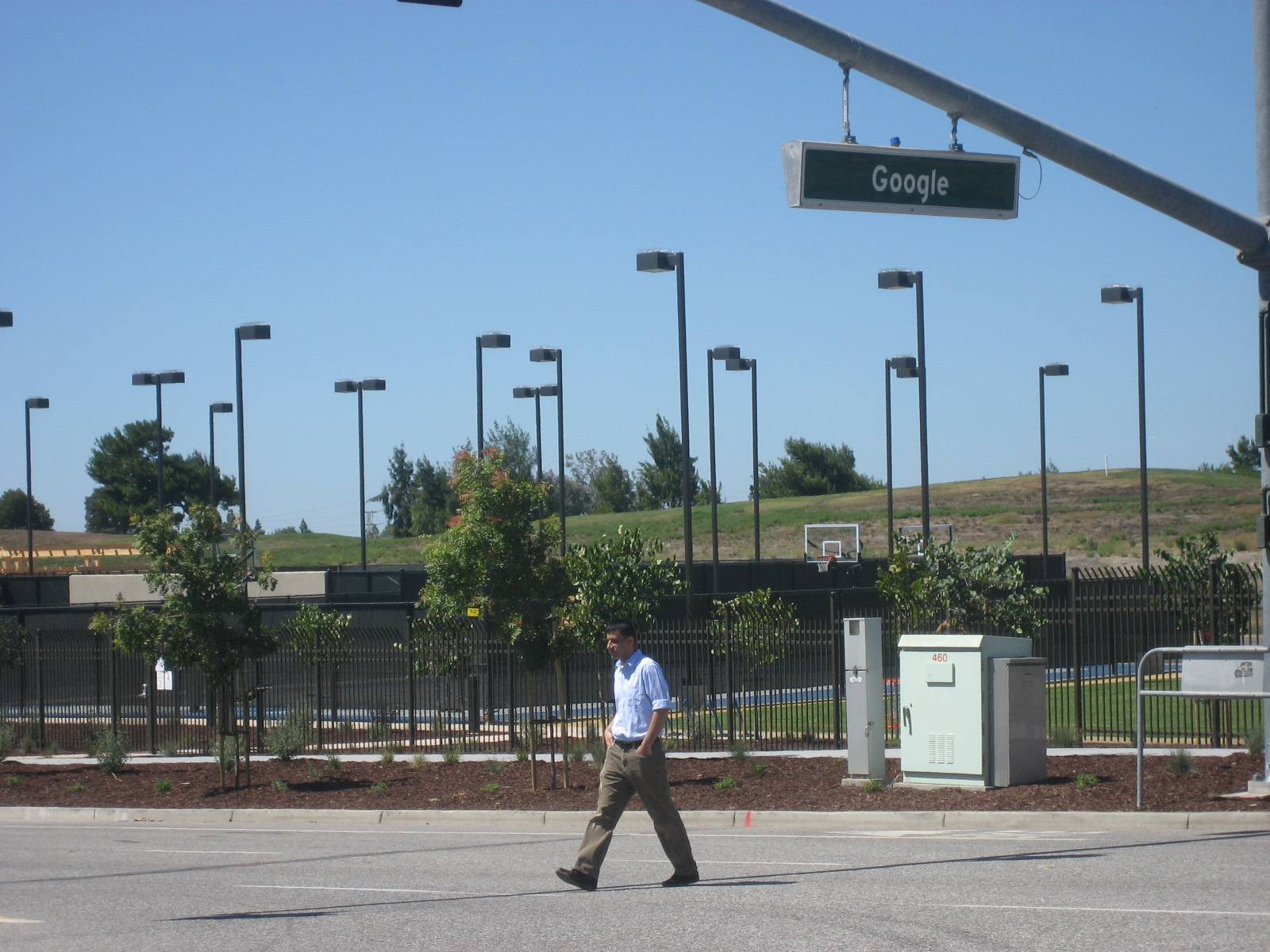
شارع جوجل في مقر جوجل في مونتن فيو كاليفورنيا

في عام 2006، انتقلت شركة جوجل إلى 311,000 قدم مربع (28,900 م2) مبنى مساحته 311,000 قدم مربع (28,900 متر مربع) في المقاطعة الثامنة 111 بمدينة مانهاتن في نيويورك. كانت المكاتب الجديدة مصممةً ومبنيةً خصيصًا لشركة جوجل ليسع فريق مبيعات الإعلانات الأكبر من نوعه، الذي كان أساسيًا في تأمين ومتابعة الشراكات الضخمة والصفقات الحديثة مع شركتي ماي سبيس واي أو ال. وتقدر تكلفة إيجار المبنى التي تتحملها شركة جوجل سنويًا 10 ملايين دولار أمريكي، وهو يشبه في تصميمه ووظيفته المقر الرئيسي للشركة في «ماونتن فيو»، ويحتوي على مناضد للفوسبول والهوكي الهوائي وتنس الطاولة وكذلك مكان لألعاب الفيديو. وفي نوفمبر من عام 2006، افتتحت شركة جوجل مكاتب لها في جامعة كارنيجي ميلون في مدينة بيتسبرج. وبحلول نهاية عام 2006، أقامت شركة جوجل مقرًا جديدًا لقسم آد ووردز الخاص بها في آن آربور بولاية ميتشيجان.
تتخذ شركة جوجل خطوات للتأكد من أن أنشطتها صديقة للبيئة. وفي أكتوبر من عام 2006، أعلنت الشركة خططًا لتركيب آلاف اللوحات الشمسية لتوفير ما يصل إلى 1.6 ميجاوات من الكهرباء، والذي يكفي لتلبية حوالي 30% من احتياجات الشركة من الطاقة. ويعتبر هذا النظام هو أكبر نظام لإنتاج الطاقة الشمسية منشأ في مجمع شركات أمريكي وأحد أكبر النظم على مستوى الشركات في العالم بأسره. وجدير بالذكر إن شركة جوجل قد وجهت إليها اتهامات في مجلة هاربرز." مفاد هذه الاتهامات أن الشركة تستهلك كمًا هائلًا من الطاقة، كما اتهمت باستخدام شعارها "لا للشر" وحملاتها العامة المشهورة جدًا لتوفير الطاقة كوسيلة للتغطية أو للتستر على كميات الطاقة الهائلة التي تتطلبها وحدات الخدمة الخاصة بها.
في عام 2009 أعلنت شركة جوجل عن نشرها لقطعان من الأغنام لإبقاء العشب المحيط بالمقر الرئيسي قصيرًا، والمساعدة في منع خطر الحرائق الموسمية للأعشاب في الوقت الذي تقلل فيه من أثر الكربون الناتج عن استخدام الميكنة في حرث هذه الأراضي الواسعة.

### تشجيع حرية الإبداع
تستخدم شركة جوجل أسلوبًا لتحفيز أفرادها؛ حيث يتم تشجيع جميع مهندسي الشركة على قضاء 20% من وقت العمل (ما يعادل يومًا في الأسبوع) في المشروعات التي تهم كل منهم. وقد نتجت بعض خدمات جوجل الحديثة مثل جي ميل وأخبار جوجل وأوركوت وجوجل أدسنس كثمار لهذه المحاولات المستقلة. وقد ذكرت ماریسا مایر نائب رئيس قسم خدمات البحث وخبرات المستخدمين بشركة جوجل في حديث لها بجامعة ستانفورد أن التحليل الذي قامت به أظهر أن نصف الخدمات الجديدة التي وفرتها مؤخرًا قد نتج عن الوقت المخصص للإبداع (20%).

### طرائف شركة قوقل في شهر إبريل
تشجيعًا لروح المرح في الشركة، اعتادت شركة جوجل على نشر دعابة طريفة في أول شهر إبريل من كل عام (كذبة إبريل) – مثل منتج جوجل مينتالبليكس الذي يدعي استخدام القوة العقلية للبحث على الويب. أما في عام 2002، فقد ادعوا أن الحمام هو السر وراء انتشار وازدهار محرك البحث الخاص بهم. وفي عام 2004، ادعت الشركة إنتاجها برنامجًا أسمته جوجل لونر (يزعم البحث عن وظائف على سطح القمر). أما في 2005، فقد تم الإعلان عن مشروب خيالي لتنشيط العقل وأسمته جوجل جلب. وفي عام 2006، أشاعت الشركة عن إنتاجها خدمة جوجل رومانس الخيالية، وهي خدمة مواعدة افتراضية على الإنترنت. أما في عام 2007، فقد أعلنت عن منتجين هزليين. أولهما عبارة عن خدمة إنترنت لاسلكي مجاني يطلق عليه (TiSP) وزعموا أن المستخدم يستطيع الاتصال بالإنترنت عن طريق غمس أحد طرفي كابل الألياف البصرية في التواليت والانتظار لمدة ساعة حتى يقوم برنامج (PHD) بتوصيله بالإنترنت. بالإضافة إلى ذلك، عرضت صفحة جي ميل الخاصة بالشركة إعلانًا عن '"جي ميل بيبر التي تسمح لمستخدمي خدمة البريد الإلكتروني المجاني الخاصة بـها بطباعة رسائلهم الإلكترونية وإرسالها لعنوان بريد عادي.
تحتوي خدمات جوجل على عدد من دعابات الشركة في الأعياد على سبيل المثال، توفر صفحة أدوات اللغة واجهة بحث في الشيف السويدي «بروك بروك بروك» وبيج لاتين وإلمر فاد وكلنغون. بالإضافة إلى ذلك، توفر الآلة الحاسبة لمحرك البحث آنسر تو لايف، ذا يونيفرس آند إيفريثينغ من خلال كتاب دوجلاس آدامز دليل المسافر إلى المجرة. وكما يمكن استخدام مربع البحث الخاص بجوجل كمحول للوحدات (وكذلك كآلة حاسبة)، فإنه يحتوي على بعض الوحدات غير القياسية المضمنة، مثل Smoot. كذلك تقوم شركة جوجل بشكل دوري بتغيير شعارها حسب كل إجازة والمناسبات الخاصة التي تقع خلال السنة، مثل رأس السنة أو عيد الأم أو أعياد ميلاد بعض الشخصيات المهمة المشهورة.

### تأثير الطرح المبدئي لأسهم الشركة على ثقافتها
تنبأ الكثيرون بأن مبادرة شركة جوجل بطرح أسهمها للاكتتاب سيؤدي بالضرورة إلى حدوث تغييرات في ثقافة الشركة، وذلك نتيجة لضغط المساهمين من أجل تقليل الفوائد التي تعود على الموظفين وتحقيق تحسينات قصيرة الأجل أو نتيجة لأن عددًا كبيرًا من الموظفين سيصبحون فجأة من أصحاب الملايين نظريًا فقط. وقد تعهد مؤسسا شركة جوجل «سيرجي برين» و«لاري بيج» في أحد التقارير المقدمة إلى المستثمرين المحتملين بأن الطرح المبدئي لأسهم الشركة لن يغير من ثقافتها. ثم ذكر السيد «بيج» بعد ذلك: «إننا نفكر كثيرًا بشأن كيفية الحفاظ على ثقافة الشركة وعناصر المرح فيها. ونتأنى كثيرًا في اختيار موظفينا. ونحن نعتقد أن من الضروري أن يكون يزيد عدد الموظفين في الشركة. ولذا ستجد تجمعات الموظفين منتشرة في كل مكان. وكلنا نتشارك في المكاتب. إننا نحب هذه المجموعة من المباني لأنها تشبه معسكرات الجامعة المزدحمة بالطلبة، أكثر من كونها مكان عمل.» هذا وقد واجهت شركة جوجل اتهامات من الموظفين القدامى بالتمييز النوعي وكذلك التمييز على أساس العمر بين الموظفين.
مع ذلك، يجد الكثير من المحللين كلما زاد معدل نمو شركة جوجل فإنها تصبح بشكل أكبر «شركة تجارية». في عام 2005، نشرت مقالات عديدة في جريدة «نيويورك تايمز» وغيرها من المصادر تقترح أن جوجل قد فقدت فلسفتها المناهضة للشر والمخالفة لمبادئ الشركات التجارية. وحرصًا من الشركة على الحفاظ على ثقافتها الفريدة، قامت شركة جوجل بتعيين مسؤول عن ثقافة الشركة في عام 2006، والذي يعمل أيضًا كمدير للموارد البشرية. وتتمثل مهمته في التطوير من والحفاظ على الثقافة والعمل على ابتكار طرق للحفاظ على القيم الأساسية التي أسست الشركة عليها من البداية – مؤسسة ذات بنية ممتدة أفقيًا وبيئة عمل تعاونية.

### النشاط الاجتماعي الخيري للشركة
في عام 2004، أنشأت شركة جوجل جناحًا هادفًا لتحقيق أرباح لخدمة المجتمع، وأطلقت عليه مؤسسة Google.org، برأس مال مبدئي قدره مليار دولار أمريكي. وكان الهدف الرئيسي لهذه المؤسسة هو نشر الوعي بالتغيرات المناخية والصحة العامة العالمية والفقر على مستوى العالم. وكان من المشروعات الأولى لهذه المؤسسة تطوير سيارة تعمل بالطاقة الكهربية؛ أي تم تزويدها بإمكانية العمل بكمية قليلة من الوقود وإمكانية شحنها كهربائيًا. ويمكنها أن تقطع مسافة 100 ميل لكل جالون وقود. وجدير بالذكر أن دكتور «لاري بريليانت» هو مؤسس ومدير هذه المؤسسة.
بحلول عام 2008 أعلنت شركة جول على مشروع 100^10 الذي كان يقبل أفكارًا واقتراحات تتعلق بكيفية مساعدة المجتمع ثم يسمح لمستخدمي محرك جوجل بالتصويت على الأفكار التي تعجبهم منها.

### حيادية الشبكة
تؤيد شركة قوقل بشدة مبدأ حيادية الشبكة. ووفقًا لما جاء في دليل حيادية الإنترنت الخاص بشركة جوجل.
 «طبقًا لمبدأ حيادية الشبكة، يتمكن مستخدمو الإنترنت من التحكم في المحتوى الذي يرونه والتطبيقات التي يستخدمونها على الإنترنت. وقد عملت شبكة الإنترنت وفقًا لمبدأ الحيادية منذ أيامها الأولى... وفي الأساس، يتعلق هذا المبدأ بإعطاء حق الوصول إلى الإنترنت للجميع على التساوي. ومن وجهة نظرنا، ينبغي ألا يسمح لناقلات البيانات واسعة النطاق باستخدام مكانتها وقوتها في السوق للتمييز ضد المحتوى أو التطبيقات المنافسة. وكما لا ينبغي لشركات التليفون إخبار العملاء بمن سيتصلون بهم أو بما سيقولونه في الاتصال، لا ينبغي السماح لناقلات البيانات واسعة النطاق بأن تستخدم قوتها السوقية للتحكم في الأنشطة التي يقوم بها المستخدمون على الإنترنت.»
 وفي السابع من فبراير عام 2006، ذكر «فينتون سيرف» أحد المشاركين في وضع بروتوكول Internet Protocol (الذي يعرف اختصارًا بـ IP)، ونائب الرئيس الحالي لشركة جوجل، في شهادته أمام الكونجرس الأمريكي: «إن السماح لناقلات البيانات واسعة النطاق بالتحكم فيما يراه المستخدمون وما يفعلونه على الإنترنت سيؤدي بالضرورة إلى تقويض المبادئ التي أدت إلى نجاح الإنترنت في المقام الأول.»

## الاحتكار والتحقيقات
التحقيقات التي تجريها الولايات المتحدة مع «جوجل» لمكافحة الاحتكار، قد تؤدي إلى الحد من طموح الشركة للنمو لسنوات مقبلة حتى إذا لم تلجأ الجهات المنظمة إلى أقوى أسلحتها مثل السعي إلى تقسيم الشركة العملاقة. يعتقد بعض المحللين والمستثمرين أن جوجل ستتوصل إلى تسوية مع الحكومة لتجنب التشوش والأخطار التي يمكن أن تصاحب معركة قانونية مطولة. لكنهم يشيرون أيضًا إلى أنه على أسوأ الفروض ستكون النتيجة الحد من توقعات النمو لـ «جوجل» والإضرار بموقفها كشركة متصدرة لقطاع الإنترنت مع وجود شركات مثل فيس بوك و«غروبون» وغيرها بدأت تسرق الأضواء.
وأعلن البرلمان الأوروبي، الخميس، في 27 نوفمبر 2014 عن موافقته، بعد تصويت، على إضعاف هيمنة جوجل وسيطرتها في المنطقة؛ لكن تصويت البرلمان لن يكفي للتخفيف من سلطة جوجل، بل يعتبر توصية الهيئة الأوروبية، التي سيعود لها القرار النهائي بالمسألة، بحيث تعمل الشركة على تغيير نتائج محرك بحثها لتوفير فرصة أمام منافسيها مثل مايكروسوفت وإكسبيديا. حيث يحاول البرلمان الأوربي ويدعو على ضرورة تقسيم شركة جوجل إلى أكثر من شركة بسبب الهيمنة والاحتكار في سوق الإنترنت. حيث الهيمنة التي تفرضها جوجل تسمح لها بتسويق وترويج خدماتها التجارية التي تقدمها على حساب الخدمات الأوربية الأخرى من نفس النوع.
وفي حال التصويت على القرار لن تكون جوجل ملزمة بتطبيقه، لكنه سيكون عامل مؤثر جدًا على المفوضية الأوربية التي تملك القوة اللازمة على تطبيقها وإجبار جوجل على الانصياع له.
وفي 5 أغسطس 2024 أصدر قاض في واشنطن قرار بإدانة شركة "غوغل" بارتكاب ممارسات مناهضة للمنافسة في ما يتعلق بمحرك البحث الخاص بها، وقال القاضي: "بعد دراسة متأنية للشهادات والأدلة، توصلت المحكمة إلى استنتاج مفاده أن غوغل شركة احتكارية وقد تصرفت بطريقة تحافظ على هذا الاحتكار".

## وصلات خارجية
- الموقع الرسمي
- مدونة جوجل الرسمية  (جوال)